# کهنگ (اردستان)
کهنگ، روستایی از توابع بخش مرکزی شهرستان اردستان در استان اصفهان ایران است.
کهنگ بیش از ۱۰۰۰ تن سکنه دارد. همچنین روستاهایی با این نام نیز در استان سیستان و بلوچستان (شهرستان سیب و سوران) و استان خوزستان (دزفول) واستان کرمان (بم) وجود دارد. آب آن از قنات و محصول عمده اش غله و حبوبات و میوه جات اعم از گردو، بادام، زردآلو، سنجد، گلابی، گوجه سبز، جو، گندم و… و از بزرگترین باغ‌ها در بین روستاهای استان اصفهان است. این روستا بین دو کوه بزرگ (کوه مارشنان) واقع شده‌است که از انتهای به شهرستان کوهپایه و از راه ورودی به روستای نیسیان و سپس اردستان متصل می‌گردد. دارای آب و هوای کوهستانی و بسیار سرد است. کوه‌های اطراف این روستا دارای معدن‌های با ارزشی از گرانیت، مس و… می‌باشد. مردم این روستا گویشی نزدیک به گویش زبان مردم اردستان دارند. (از فرهنگ جغرافیایی ایران ج ۱۰)

## جمعیت
این روستا در دهستان برزاوند قرار دارد و براساس سرشماری مرکز آمار ایران در سال ۱۳۸۵، جمعیت آن ۸۵۴ نفر (۲۵۹خانوار) بوده‌است. 